# Komkrit Camsokchuerk
Komkrit Camsokchuerk (tiếng Thái: คมกริช คำโสกเชือก, sinh ngày 20 tháng 4 năm 1989), còn được biết với tên đơn giản Neung (tiếng Thái: หนึ่ง) là một cầu thủ bóng đá người Thái Lan thi đấu ở vị trí trung vệ cho câu lạc bộ Giải bóng đá Ngoại hạng Thái Lan Army United.